# 奥村煕殷
奥村 煕殷（おくむら ひろたか、享保15年（1730年） - 延享3年10月6日（1746年11月18日））は、加賀藩重臣。加賀八家奥村分家第8代当主。
父は加賀藩年寄奥村温良。兄は奥村保命、奥村修古、奥村易直。養子は奥村成象。通称喜十郎、内記。

## 生涯
享保15年（1730年）、加賀藩年寄奥村温良の五男として生まれる。寛保3年（1743年）、早世した兄易直の末期養子となって家督と知行1万石を相続する。
延享3年（1746年）10月6日死去。享年17。家督は分家成象が養子となって相続した。